# 八木貞一
八木 貞一（やぎ ていいち / さだかず、生没年不詳）は、日本の建築家。
1933年（昭和8年）完成の朝香宮邸で匠生として設計を担当した。また1968年（昭和43年）完成の現宮殿造営に嘱託として参加した。